# Piper pteropoda
Piper pteropoda là một loài thực vật có hoa trong họ Hồ tiêu. Loài này được (Moric.) C. DC. miêu tả khoa học đầu tiên năm 1869.